# TSG1899ホッフェンハイムの選手一覧
TSG1899ホッフェンハイムの選手一覧は、TSG1899ホッフェンハイムに所属した経験のある選手の一覧。

## 過去に在籍した選手・スタッフ

### 選手

#### GK
| - ラマザン・エーズガン (2008 - 2009) | - ティモ・ヒルデブラント (2009 - 2010) | - ティム・ヴィーゼ (2012 - 2014) |

#### DF
| - アンドレアス・イベルツベルガー (2008 - 2012) - アンドレアス・ベック (2008 - 2015) | - マーヴィン・コンパー (2008 - 2013) - ヨシプ・シムニッチ (2009 - 2011) | - マチュー・デルピエール (2012 - 2014) - ダヴィド・ラウム (2021 - ) |

#### MF
| - セヤド・サリホヴィッチ (2006 - ) - トビアス・ヴァイス (2007 - 2014) - カルロス・エドゥアルド (2007 - 2010) | - ルイス・グスタヴォ (2007 - 2010) - フランコ・スクリーニ (2009 - 2012) - セバスティアン・ルディ (2009 - ) | - ギルフィ・シグルズソン (2010 - 2012) - ダヴィド・アラバ (2011) - 宇佐美貴史 (2012 - 2013) |

#### FW
| - トミスラフ・マリッチ (2007 - 2008) - デンバ・バ (2007 - 2011) - ヴェダド・イビシェヴィッチ (2007 - 2012) - オバシ (2007 - 2012) | - ウェリントン (2008 - 2010) - ブバカル・サノゴ (2009) - プリンス・タゴエ (2009 - 2011) - ペニエル・ムラパ (2010 - 2012) | - ライアン・バベル (2011 - 2012) - スルジャン・ラキッチ (2012) - エレン・デルディヨク (2012 - 2014) |